# Dhaluwala
Dhaluwala é uma vila no distrito de Tehri Garhwal, no estado indiano de Uttaranchal.

## Demografia
Segundo o censo de 2001, Dhaluwala tinha uma população de 11,206 habitantes. Os indivíduos do sexo masculino constituem 55% da população e os do sexo feminino 45%. Dhaluwala tem uma taxa de literacia de 76%, superior à média nacional de 59.5%: a literacia no sexo masculino é de 83% e no sexo feminino é de 67%. Em Dhaluwala, 14% da população está abaixo dos 6 anos de idade.